# Sân bay Blackbushe
Sân bay Blackbushe (IATA: BBS, ICAO: EGLK) là một sân bay hàng không chung đang hoạt động trong giáo xứ dân sự Yateley ở góc đông bắc của Hampshire, Anh. Cơ sở này bao gồm một sân bay, có kích thước bị giảm xuống khá nhỏ kể từ thời hoàng kim của nó, một địa điểm đấu giá xe Anh, đường đua xe nhỏ thuộc sở hữu của Câu lạc bộ đua xe nhỏ Camberley, và một công viên kinh doanh nhỏ. Chợ chủ nhật Blackbushe đã được tổ chức trên khu vực đấu giá xe nhưng Tổ chức đấu giá xe Anh xác nhận vào ngày 05 tháng năm 2015 chợ này sẽ không còn diễn ra do sự sụt giảm về số lượng mua bán.